# Quartier canonial

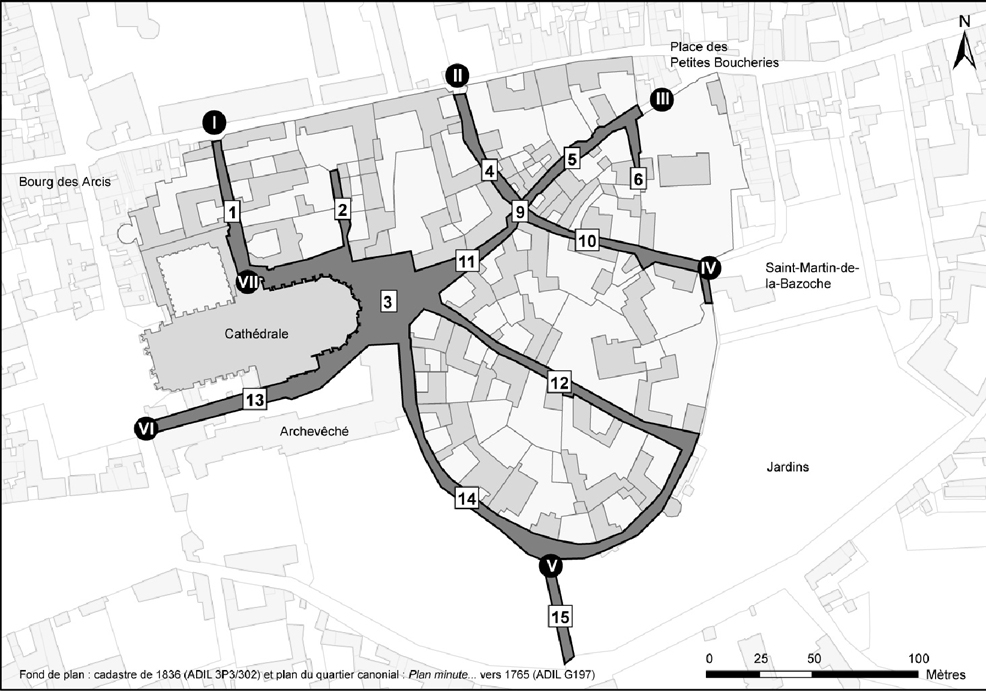
Quartier canonial de Tours (en gris foncé).

Un quartier canonial, appelé cloître au Moyen Âge, est une zone tout ou partie réservée à la résidence des chanoines d'un chapitre lié à une cathédrale ou une collégiale. Il comprend les maisons des chanoines elles-mêmes, mais également les bâtiments annexes nécessaires au fonctionnement du chapitre. Il est une composante du groupe épiscopal.

## Historique
Les quartiers canoniaux trouvent leur origine dans l'organisation de la vie commune des clercs à la suite des décisions du concile d'Aix-la-Chapelle en 816 (appelé la Règle d'Aix) et de la promulgation d'un capitulaire de Louis le Pieux en 817. Il est prévu que les clercs résident soit collectivement depuis cette règle qui assortit une discipline claustrale de la liberté de posséder maisons privées et fortune personnelle, soit individuellement dans des maisons canoniales lors des périodes de relâchement de la vie commune. Cet ensemble est enclos, et l'on doit aussi y trouver un réfectoire puis, un peu plus tard, une salle capitulaire,.
L'essor des quartiers canoniaux connaît son apogée au XIIe siècle, à une époque où les chapitres rivalisent avec les autorités épiscopales. Au XVIe siècle, les guerres de Religion rendent obsolètes les fortifications de la cité médiévale et affectent la vie canoniale qui « se dégrade nettement. Le cloître devient le cadre de noces, mascarades et banquets avec violons, feux de joie, jeux de hasards et prostitution ». Les deux siècles suivants marquent un certain renouveau des quartiers cathédraux et canoniaux (même s'ils sont associés à une perte de leur identité, comme l'atteste le percement des murs des clôtures pour répondre au désir d'essor du commerce urbain) avant qu'ils ne connaissent un déclin irrémédiable à partir de la Révolution.

## Organisation et architecture

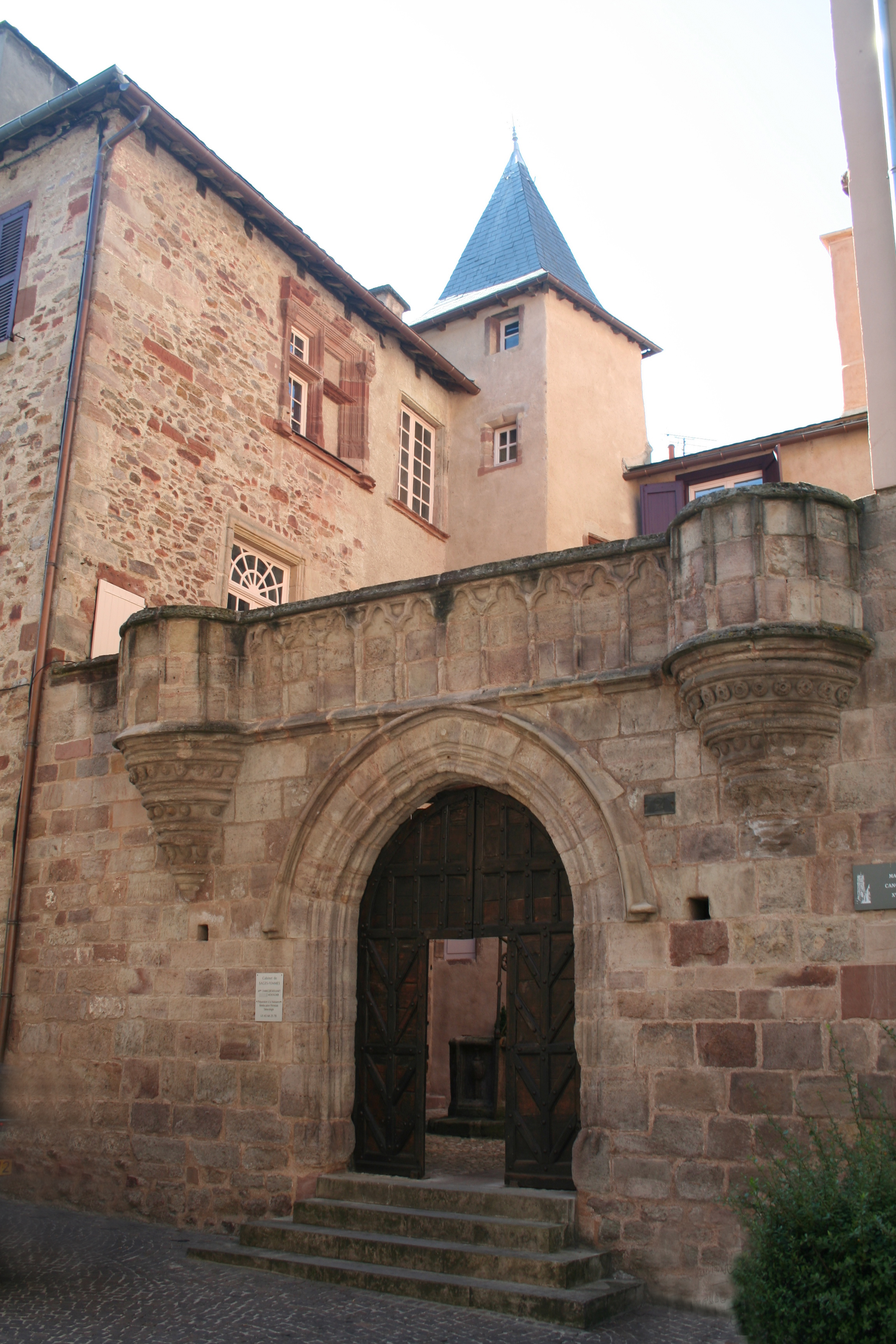
Maison canoniale à Rodez.

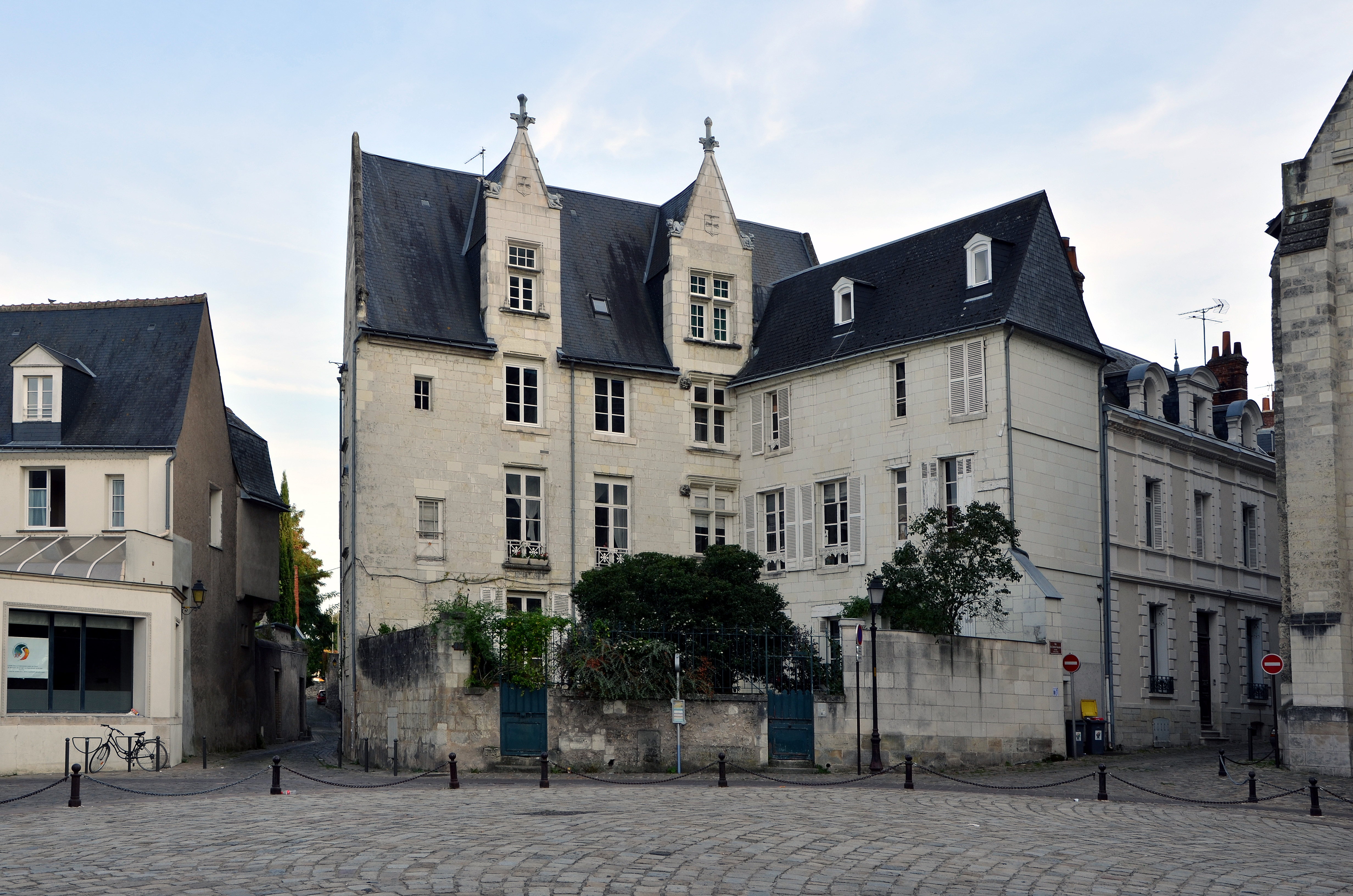
Maison canoniale à Tours.

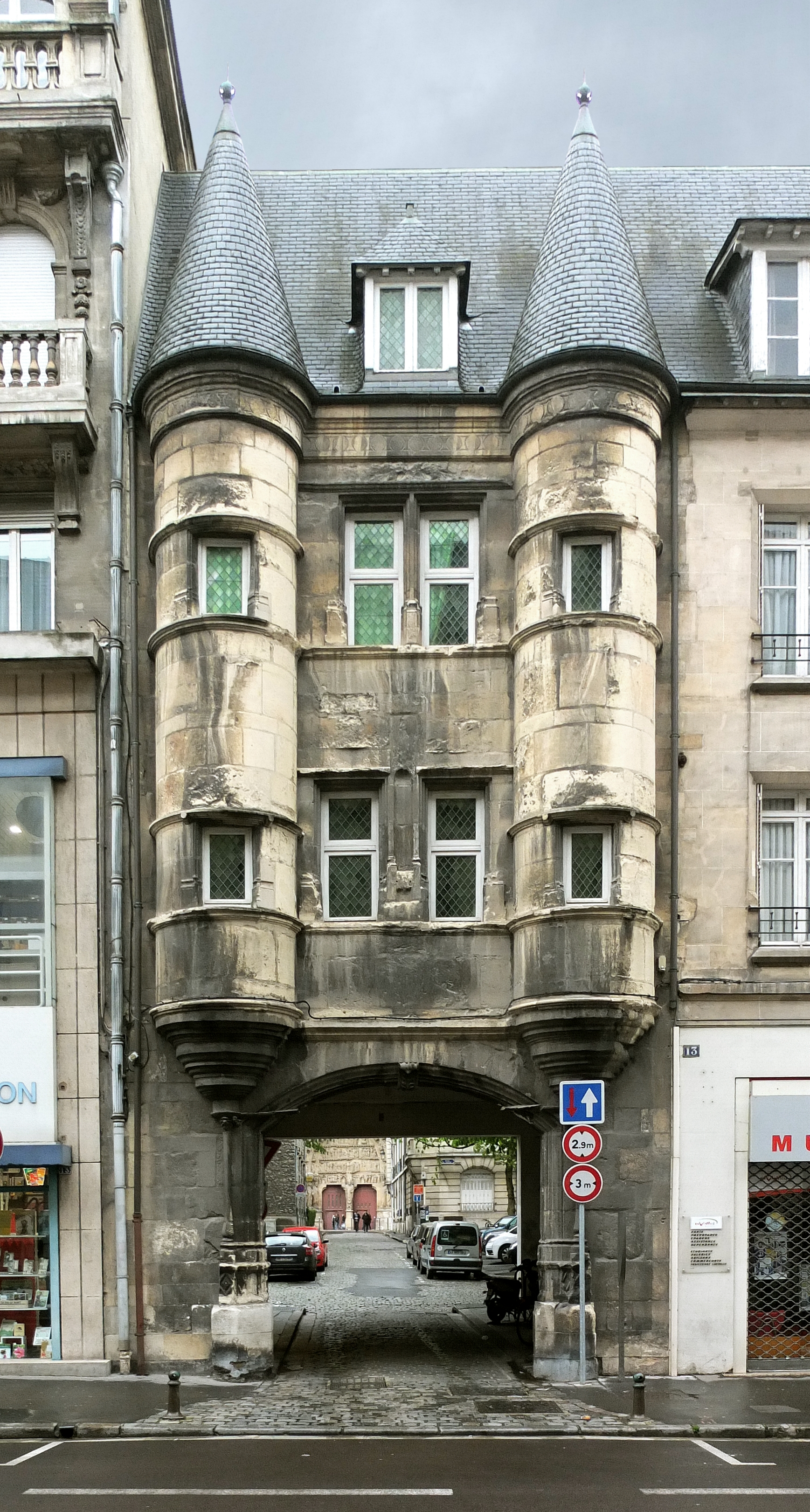
Porte du Chapitre canonial à Reims.

Le quartier canonial est généralement bâti au plus près de la cathédrale ou de la collégiale, et il est parfois doté d'une enceinte appelée « clôture canoniale » (d'où le nom de cloître donné au quartier) ou « enclos capitulaire » qui n'a pas de rôle défensif mais une fonction de démarcation physique, d'indication de manière visible des limites de sa juridiction, et de protection des chanoines des influences néfastes des laïcs, en particulier des femmes.
Cité dans la ville, ce quartier constitue un îlot à part « avec sa population aux contours bien définis, ses réglementations visant à préserver le calme nécessaire à l'oraison et à exclure toute activité de type profane (commerces, tavernes, animaux apportant des nuisances) ».
L'organisation spatiale du quartier canonial, telle que définie par la règle d'Aix, ressemble fortement à celle d'un monastère avec un ensemble clos interdit aux laïcs et aux femmes, comprenant un dortoir ou des cellules, plus tard des maisons individuelles, le palais épiscopal et les bâtiments communs du chapitre (salle capitulaire, réfectoire, cellier, grenier, four…). Tout ceci est construit sur de vastes terrains contigus à la cathédrale. Ces terrains appartiennent à l'Église ou bien cette dernière les récupère au terme d'échanges avec des propriétaires tiers.
À partir du XIIe siècle toutefois, les moments de vie commune des chanoines deviennent plus rares : le réfectoire n'est plus utilisé qu'en quelques occasions et les chanoines résident désormais le plus souvent dans de grandes demeures, occupées par un ou plusieurs chanoines ; ces maisons issues de donations se situent parfois en dehors de l'enclos canonial, faisant du quartier canonial un secteur aux limites parfois imprécises. C'est à l'époque gothique que ce phénomène prend toute son ampleur.
Les demeures des chanoines, souvent bâties par de riches propriétaires qui en ont fait don, sont fréquemment de vastes et confortables hôtels dans lesquelles les chanoines peuvent vivre à plusieurs dans des appartements séparés. Dans sa demeure, le chanoine ne vit pas seul, il est entouré de la familia canoniale (parents à des degrés divers, clercs moins bien pourvus, clergeons, serviteurs).
S'ils ont reçu cette maison à titre de don personnel, il est d'usage qu'ils en abandonnent la propriété à l'Église en se contentant de l'usufruit. Bénéficiant en outre de rentes et d'avantages en nature, les chanoines ont peu de dépenses ordinaires et ont les moyens d'agrandir ou embellir leurs demeures qui témoignent de l'aisance de cette aristocratie médiévale.